# Brachydesmus attemsii
Brachydesmus attemsii är en mångfotingart som beskrevs av Karl Wilhelm Verhoeff 1895. Brachydesmus attemsii ingår i släktet Brachydesmus och familjen plattdubbelfotingar. Utöver nominatformen finns också underarten B. a. cilliensis.